# Novozíbkov
Novozíbkov (en rus: Новозыбков) és una ciutat de l'óblast de Briansk, a Rússia, segons el cens del 2021 tenia 38.680 habitants. És la seu administrativa del districte (raion) homònim.

## Història
La vila fou fundada el 1701 i té estatus de ciutat des del 1809. Durant la Segona Guerra Mundial, Novozíbkov fou ocupada per l'exèrcit alemany des de 1941 fins 1943.
El 28 d'abril de 1986 la ciutat i els seus voltants foren contaminats a causa de la pluja radioactiva de l'accident de Txornòbil, convertint aquesta zona en una de les més contaminades de tota la Federació Russa. El 1990, les exhaustives tasques de neteja dutes a terme pels liquidadors durant el govern de Boris Ieltsin aconseguiren descontaminar satisfactòriament la localitat, però tot i així als seus voltants és impossible la vida humana (cal destacar que la zona d'exclusió comença a 1 km a l'oest de la ciutat). Com a resultat, desenes de viles veïnes foren enterrades.